# Episodi di Lawman (seconda stagione)
La seconda stagione della serie televisiva Lawman è andata in onda negli Stati Uniti dal 4 ottobre 1959 al 19 giugno 1960 sulla ABC.
| nº | Titolo originale               | Prima TV USA     |
| -- | ------------------------------ | ---------------- |
| 1  | Lily                           | 4 ottobre 1959   |
| 2  | The Hunch                      | 11 ottobre 1959  |
| 3  | Shackled                       | 18 ottobre 1959  |
| 4  | The Exchange                   | 25 ottobre 1959  |
| 5  | The Last Man                   | 1º novembre 1959 |
| 6  | The Breakup                    | 8 novembre 1959  |
| 7  | Shadow Witness                 | 15 novembre 1959 |
| 8  | The Prodigal                   | 22 novembre 1959 |
| 9  | The Press                      | 29 novembre 1959 |
| 10 | 9:05 to North Platte           | 6 dicembre 1959  |
| 11 | The Hoax                       | 20 dicembre 1959 |
| 12 | The Shelter                    | 27 dicembre 1959 |
| 13 | Last Stop                      | 3 gennaio 1960   |
| 14 | The Showdown                   | 10 gennaio 1960  |
| 15 | The Stranger                   | 17 gennaio 1960  |
| 16 | The Wolfer                     | 24 gennaio 1960  |
| 17 | The Hardcase                   | 31 gennaio 1960  |
| 18 | To Capture the West            | 7 febbraio 1960  |
| 19 | The Ugly Man                   | 14 febbraio 1960 |
| 20 | The Kids                       | 21 febbraio 1960 |
| 21 | The Thimblerigger              | 28 febbraio 1960 |
| 22 | The Truce                      | 6 marzo 1960     |
| 23 | Reunion in Laramie             | 13 marzo 1960    |
| 24 | Thirty Minutes                 | 20 marzo 1960    |
| 25 | Left Hand of the Law           | 27 marzo 1960    |
| 26 | Belding's Girl                 | 3 aprile 1960    |
| 27 | Girl from Grantsville          | 10 aprile 1960   |
| 28 | The Surface of Truth           | 17 aprile 1960   |
| 29 | The Salvation of Owny O'Reilly | 24 aprile 1960   |
| 30 | The Lady Belle                 | 1º maggio 1960   |
| 31 | The Payment                    | 8 maggio 1960    |
| 32 | The Judge                      | 15 maggio 1960   |
| 33 | Man on a Wire                  | 22 maggio 1960   |
| 34 | The Parting                    | 29 maggio 1960   |
| 35 | The Swamper                    | 5 giugno 1960    |
| 36 | Man on a Mountain              | 12 giugno 1960   |
| 37 | Fast Trip to Cheyenne          | 19 giugno 1960   |

## Lily
- Prima televisiva: 4 ottobre 1959
- Diretto da: Leslie H. Martinson
- Soggetto di: Clair Huffaker

### Trama
- Guest star: Ray Danton (Len Ferrell), Nan Peterson (Annette), Dan Sheridan (Barney Tate), Clancy Cooper (Timmo McQueen), Charles Maxwell (Lonzo Grey), Mina Vaughn (Sarabelle)

## The Hunch
- Prima televisiva: 11 ottobre 1959
- Diretto da: Robert Sparr
- Scritto da: William F. Leicester

### Trama
- Guest star: Tom Drake (Frank Judson), Strother Martin (Jack Foley), Ed Petrie (Hal Mead), Kim Charney (Peter Judson)

## Shackled
- Prima televisiva: 18 ottobre 1959
- Diretto da: Leslie H. Martinson
- Scritto da: William F. Leicester

### Trama
- Guest star: Robert McQueeney (Bench Ryan), Kasey Rogers (Maggie Ryan), John Milford (Frank Krohl), Alfred Shelly (Ben Lang)

## The Exchange
- Prima televisiva: 25 ottobre 1959
- Diretto da: Robert Sparr
- Scritto da: Edmund Morris

### Trama
- Guest star: Mike Road (Frank Quinlivan), J. Edward McKinley (Mr. Worth), Paul Comi (Williams), James Parnell (Hanson), Bryan Russell (Tommy Quinlivan), Clancy Cooper (Timmo (Timmo McQueen), Roscoe Ates (Ike Jenkins)

## The Last Man
- Prima televisiva: 1º novembre 1959
- Diretto da: Robert Sparr
- Scritto da: Clair Huffaker

### Trama
- Guest star: Henry Brandon (Joshua Haney), Gordon Jones (sergente Hanks), Steve Darrell (Torn Cloud), Clancy Cooper (Timmo (Timmo McQueen), Bobby Clark (capitano Graves), Herman Rudin (generale Iron Jack Mider), Pierce Lyden (frequentatore bar)

## The Breakup
- Prima televisiva: 8 novembre 1959
- Diretto da: Paul Guilfoyle
- Scritto da: Clair Huffaker

### Trama
- Guest star: Donald Buka (Harry Jensen), Nan Peterson (Annie), Hal Baylor (Poke), Roscoe Ates (Jenkins (Ike Jenkins), Clancy Cooper (Timmo (Timmo McQueen), John Clarke (Chaw), Rayford Barnes (Bill Watts), Andrew Colmar (Jessie Watts)

## Shadow Witness
- Prima televisiva: 15 novembre 1959
- Diretto da: Everett Sloane
- Scritto da: William F. Leicester

### Trama
- Guest star: Herbert Rudley (Clint Baker), Percy Helton (Oren), Walter Burke ("Specs" Toynby), Barbara Bestar (Beth Harvey)

## The Prodigal
- Prima televisiva: 22 novembre 1959
- Diretto da: Paul Stewart
- Scritto da: William F. Leicester

### Trama
- Guest star: Tony Young (Mark), Clancy Cooper (Timmo (Timmo McQueen), Ken Lynch (Al Feller), Arthur Batanides (Vince Semby), William Challee (Bill Porter), Dal McKennon (Randy)

## The Press
- Prima televisiva: 29 novembre 1959
- Diretto da: Robert Sparr
- Scritto da: Ric Hardman

### Trama
- Guest star: Robert J. Wilke (Lal Hoard), Vinton Hayworth (Oren Slauson), Wendell Holmes (Cal Nibley), Robert Riordan (Arthur Grey)

## 9:05 to North Platte
- Prima televisiva: 6 dicembre 1959
- Diretto da: Robert Sparr
- Scritto da: Clair Huffaker

### Trama
- Guest star: Harry Shannon (Pa Jutes), Richard Rust (Rood Jutes), Don C. Harvey (Harry Banks), Walter Baldwin (Cal Satler), Joanne Manley (Sally Buckner), Charlie Briggs (Logan Jutes), Jimmy Baird (Joey Buckner), Jack Hogan (Lester Jutes), Robert Nelson (Jack Buckner)

## The Hoax
- Prima televisiva: 20 dicembre 1959
- Diretto da: Robert Sparr
- Scritto da: Dean Riesner

### Trama
- Guest star: Paula Raymond (Paula), Willard Waterman (Deacon Hurley), John Hubbard (Candy Blaine), Maudie Prickett (Laura Tate), Tom Palmer (Doc Stewart), Nolan Leary (Rev. Aaronson), Andrea Smith (Rosie), Emile Avery (frequentatore bar), Jack Kenny (frequentatore bar)

## The Shelter
- Prima televisiva: 27 dicembre 1959
- Diretto da: Paul Guilfoyle
- Scritto da: Edmund Morris

### Trama
- Guest star: Chris Alcaide (Ben Moray), John Alderson (Jack Brace), Anna Navarro (Tucupita)

## Last Stop
- Prima televisiva: 3 gennaio 1960
- Diretto da: Robert Sparr
- Scritto da: Clair Huffaker

### Trama
- Guest star: Richard Arlen (Bill Jennings), Rita Lynn (Amie), Jonathan Gilmore (Gabe Jennings), Clancy Cooper (Timmo (Timmo McQueen)

## The Showdown
- Prima televisiva: 10 gennaio 1960
- Diretto da: Robert Sparr
- Scritto da: William F. Leicester

### Trama
- Guest star: John Howard (Lance Creedy), James Coburn (Blake Carr), Roberta Haynes (Mattie Creedy), Jim Hayward (Hartwell)

## The Stranger
- Prima televisiva: 17 gennaio 1960
- Diretto da: Robert Sparr
- Scritto da: Clair Huffaker

### Trama
- Guest star: Ian Wolfe (Jason Smith), Clancy Cooper (Timmo (Timmo McQueen), Roscoe Ates (Ike Jenkins), Brad Weston (Jack Edwards), Larry J. Blake (Chuck Slade), Bruce MacFarlane (Charlie the Hotel Clerk)

## The Wolfer
- Prima televisiva: 24 gennaio 1960
- Diretto da: Robert Sparr
- Scritto da: Ric Hardman

### Trama
- Guest star: Archie Duncan (Pike Reese), Jack Mather (Carl Haydn), Spencer Carlisle (Alf Betts), Gilman Rankin (Ed Fuller)

## The Hardcase
- Prima televisiva: 31 gennaio 1960
- Diretto da: Robert Sparr
- Scritto da: William F. Leicester

### Trama
- Guest star: Dodie Heath (Beth Denning), Robert Armstrong (Lacey Grant), Paul Carr (Gilly Stuart), William Challee (Nat Denning), Tom Palmer (dottore (Doc Stewart), Jack Shea (minatore), Don Drysdale (Roy Grant), Emile Avery (frequentatore bar)

## To Capture the West
- Prima televisiva: 7 febbraio 1960
- Diretto da: Robert Sparr
- Scritto da: Clair Huffaker

### Trama
- Guest star: Warren Stevens (Frederick Jameson), Henry Brandon (Tall Horse), Clancy Cooper (Timmo McQueen), Mickey Simpson (Connors), George Kennedy (Burt)

## The Ugly Man
- Prima televisiva: 14 febbraio 1960
- Diretto da: Robert Sparr
- Scritto da: Clair Huffaker

### Trama
- Guest star: Eve McVeagh (Josie), Ted Knight (Ugly Man (Frank Jorgenson), Clancy Cooper (Timmo (Timmo McQueen), Mina Vaughn (Delores), Joyce Otis (Annette)

## The Kids
- Prima televisiva: 21 febbraio 1960
- Diretto da: Robert Sparr
- Scritto da: Ric Hardman

### Trama
- Guest star: Tom Drake (Lou Evans), Bart Bradley (Dennis Deaver), Ric Roman (George Deaver), Ron Anton (Chuck Deaver), Frank Watkins (Spade), Mina Vaughn (Sue), Ginger Dubberly (Anne), Evelyn Rudie (Dodie Deaver)

## The Thimblerigger
- Prima televisiva: 28 febbraio 1960
- Diretto da: Robert Sparr
- Scritto da: Ric Hardman

### Trama
- Guest star: Gerald Mohr (Thimblerigger), DeForest Kelley (Sam White), Richard Reeves (Ed Shafter), Fred Sherman (Bill), Doodles Weaver (Jack)

## The Truce
- Prima televisiva: 6 marzo 1960
- Diretto da: Robert Sparr
- Scritto da: Ric Hardman

### Trama
- Guest star: Robert McQueeney (O. C. Coulsen), Don Kelly (Jess Hahn), Ed Prentiss (governatore (Governor Campbell), Pierce Lyden (membro posse), Emile Avery (membro posse)

## Reunion in Laramie
- Prima televisiva: 13 marzo 1960
- Diretto da: Robert Sparr
- Scritto da: William F. Leicester

### Trama
- Guest star: William Schallert (Reed Smith), Murvyn Vye (Vint Fell), William Mims (Eph), I. Stanford Jolley (Willie), Craig Duncan (soldato)

## Thirty Minutes
- Prima televisiva: 20 marzo 1960
- Diretto da: Robert Sparr
- Scritto da: Richard Matheson

### Trama
- Guest star: Jack Elam (Jake Wilson), John Clarke (Len Eaton), Clancy Cooper (Timmo (Timmo McQueen), Ted White (Joe), Gene Roth (Will Kelsey), Kathryn Hart (Louise Kelsey), Carolyn Komant (Dolores)

## Left Hand of the Law
- Prima televisiva: 27 marzo 1960
- Diretto da: Robert Sparr
- Soggetto di: Margaret Armen

### Trama
- Guest star: John Anderson (Lloyd Malone), Regis Toomey (Jubal Malone), Robert Reed (Jim Malone), Clancy Cooper (Timmo (Timmo McQueen), Frank Richards (Claypool)

## Belding's Girl
- Prima televisiva: 3 aprile 1960
- Diretto da: Robert Sparr
- Scritto da: William F. Leicester

### Trama
- Guest star: Susan Morrow (Meg Belding), Emile Meyer (Ben Belding), Don 'Red' Barry (Jim Gaylord), Dermot A. Cronin (Tip White), Rush Williams (Frank Gaylord), Doodles Weaver (Jack), Cecil Smith (giudice)

## Girl from Grantsville
- Prima televisiva: 10 aprile 1960
- Diretto da: Robert Sparr
- Scritto da: Clair Huffaker

### Trama
- Guest star: Suzanne Lloyd (Jenny Miles), Burt Douglas (Jeff Hacker), Roy Barcroft (conducente della diligenza), William F. Leicester (Stagecoach Guard)

## The Surface of Truth
- Prima televisiva: 17 aprile 1960
- Diretto da: Robert Sparr
- Scritto da: Ric Hardman

### Trama
- Guest star: Peter Whitney (Lucas Beyer), Richard Hale (Washita), Maurice Jara (Tonkawa), Millicent Patrick (Mary Beyer)

## The Salvation of Owny O'Reilly
- Prima televisiva: 24 aprile 1960
- Diretto da: Robert Sparr
- Scritto da: Ric Hardman

### Trama
- Guest star: Joel Grey (Owny O'Reilly), Donald Murphy (Jack O'Reilly), Clancy Cooper (Timmo McQueen), William F. Leicester (Samson (Al Samson,) (Bill Leicester)

## The Lady Belle
- Prima televisiva: 1º maggio 1960
- Diretto da: Robert Sparr
- Scritto da: Ric Hardman

### Trama
- Guest star: Joan Marshall (Lady Belle (Lady Belle Smythe), Vinton Hayworth (Oren Slauson), Doodles Weaver (Jack Stiles), Bob Morgan (Al Miner), Slim Pickens (Cal), Orville Sherman (impiegato banca), Bill Catching (Evans)

## The Payment
- Prima televisiva: 8 maggio 1960
- Diretto da: Robert Sparr
- Soggetto di: Lewis Reed, Harry S. Franklin

### Trama
- Guest star: Troy Donahue (David Manning), Robert McQueeney (Ron Fallon), Catherine McLeod (Judith Manning), Allan "Rocky" Lane (Joe Hoyt), Clancy Cooper (Timmo (Timmo McQueen), Mickey Simpson (Lew), Rummy Bishop (Monk)

## The Judge
- Prima televisiva: 15 maggio 1960
- Diretto da: Robert Sparr
- Soggetto di: W. Hermanos, Montgomery Pittman

### Trama
- Guest star: Randy Stuart (Rose), John Hoyt (giudice Loren Grant), Diane McBain (Lilac)

## Man on a Wire
- Prima televisiva: 22 maggio 1960
- Diretto da: Robert Sparr
- Scritto da: W. Hermanos

### Trama
- Guest star: Gustavo Rojo (Giuseppe Soldano), Karen Steele (Laura Soldano), Clancy Cooper (Timmo McQueen)

## The Parting
- Prima televisiva: 29 maggio 1960
- Diretto da: Robert Sparr
- Scritto da: David Lang

### Trama
- Guest star: Kenneth Tobey (Tom Bishop), Nancy Valentine (Jennie), Mike Road (Bluel), Doodles Weaver (Jack (Jack Stiles), Ollie O'Toole (Peddler)

## The Swamper
- Prima televisiva: 5 giugno 1960
- Diretto da: Mark Sandrich, Jr.
- Soggetto di: Finlay McDermid

### Trama
- Guest star: Luana Anders (Ellie Phelan), J. Pat O'Malley (Jim Phelan), Emory Parnell (Hank; solo credito), Kenneth Becker (Thatcher), Don Wilbanks (Chad Walters), Donald Elson (Mr. Oliver)

## Man on a Mountain
- Prima televisiva: 12 giugno 1960
- Diretto da: Paul Guilfoyle
- Scritto da: Clair Huffaker

### Trama
- Guest star: Lee Van Cleef (Clyde Wilson), Richard Garland (Ben Jaegers), Roscoe Ates (Jenkins (Ike Jenkins,) (Rosco Ates), Dick Rich (Joe Perell), Steve Pendleton (Kelsey), Forrest Taylor (sceriffo Dawson), Dee Carroll (Molly Jaegers), Christopher Essay (Durey), Rodney Bell (Drummer)

## Fast Trip to Cheyenne
- Prima televisiva: 19 giugno 1960
- Diretto da: Robert Sparr
- Soggetto di: Jules Schermer

### Trama
- Guest star: Suzanne Storrs (Amy Saunders), Clancy Cooper (Timmo (Timmo McQueen), William Fawcett (Charlie Greer), Pitt Herbert (Pittsford), King Calder (Frank Saunders), Larry Hudson (Ritt Ketchum), Bill Dolan (Pete Barton)